# نخل لرزانک کوتوله
نخل لرزانک کوتوله (نام علمی: Butia archeri) نام یک گونه از سرده نخل‌های پرسان است.